# Moloch (film)
Pour les articles homonymes, voir Moloch (homonymie).
Pour plus de détails, voir Fiche technique et Distribution.
Moloch (Молох) est un film film français, russe et allemand réalisé par Alexandre Sokourov, sorti en 1999.
Moloch est le premier volet de la trilogie sur le totalitarisme qui regroupe Taurus (Lénine) de 2001 et le Soleil (l'Empereur Hirohito) de 2005 mis en scène par le même réalisateur.

## Synopsis
Scénario imaginé par Iouri Arabov, retraçant le bref passage de Hitler en 1942 dans son « nid d'aigle » (Kehlsteinhaus) à Berchtesgaden sur le mont Kehlstein.
Les premières images montrent une femme s'exhibant dans le plus simple appareil devant des soldats allemands décontenancés. L'arrivée de son amant, « Adi », Adolf Hitler, révèle l'identité de la nymphe, Eva Braun.
Dans le Berghof, les proches du Führer s'affairent afin que tout soit parfait, dans le moindre détail, avant son arrivée. La tension ne fera qu'augmenter tout au long d'événements anodins, mais révélateurs, non seulement de la crainte qu'inspire leur maître, mais aussi des rivalités de ses proches, tels le couple Goebbels et Martin Bormann contaminés par la folie du dictateur, dont la névrose obsessionnelle se révèle particulièrement dans l'intimité de ses rapports avec ses proches. Si cette extrême tension touche aussi leur couple, Eva Braun, magistralement interprétée par Éléna Roufanova, semble être la seule personne à qui Hitler octroie le droit d'aborder quelques vérités, même si celles-ci sont systématiquement éludées. En réponse à un sous-entendu d'Eva Braun concernant les camps de la mort, on peut entendre Hitler dire : « Auschwitz ? qu'est-ce que c'est ? ».
Le traitement de l'image, d'une couleur verdâtre, choisi par le disciple d'Andreï Tarkovski, couleur que l'on retrouve dans son film Taurus, ajoute à l'atmosphère suffocante, épaisse, une terreur sous-jacente dans laquelle chacun se sent constamment menacé par les caprices délirants de leur vénéré maître. S'il n'y a que peu de référence à la guerre, c'est avant tout le choix de Sokourov que de se centrer sur la personne du dictateur, mais ce climat de folie révèle bien qu'en présence d'une telle personne, seule la terreur peut se propager.

## Fiche technique
- Titre original : Moloch
- Année de production : 1999
- Réalisateur : Alexandre Sokourov
- Scénario : Iouri Arabov
- Image : Alexeï Fédorov, Anatoli Radionov
- Montage : Leda Séménova
- Pays d'origine :  Russie,  France et  Allemagne
- Durée : 102 minutes

## Distribution
- Éléna Roufanova (ru) : Eva Braun
- Léonid Mozgovoï : Adolf Hitler
- Léonid Sokol :  Joseph Goebbels
- Yelena Spiridonova : Magda Goebbels
- Vladimir Bogdanov : Martin Bormann
- Anatoli Chvéderski : Un prêtre

## Distinctions
Moloch a remporté le prix du meilleur scénario au Festival de Cannes 1999. Le jury était présidé par David Cronenberg.